# Yusuke Tasaka
Yusuke Tasaka (田坂 祐介, Tasaka Yusuke) est un footballeur japonais né le 8 juillet 1985. Il évolue au poste de milieu de terrain.

## Palmarès
- Champion du Japon en 2017 avec le Kawasaki Frontale
- Vice-Champion du Japon en 2008 et 2009 avec le Kawasaki Frontale
- Finaliste de la Coupe de la Ligue japonaise en 2009 avec le Kawasaki Frontale